# Epierus latior
Epierus latior är en skalbaggsart som beskrevs av Heinrich Bickhardt 1920. Epierus latior ingår i släktet Epierus och familjen stumpbaggar. Inga underarter finns listade i Catalogue of Life.